# Motete (Santa Lucía)
Motete es una localidad de Santa Lucía, que forma parte del distrito de Choiseul.